# Roma 70
Roma 70 è un'area urbana del Municipio Roma VIII di Roma Capitale, situata nel quartiere Q. XX Ardeatino.
È situata a sud della capitale, all'interno del Grande Raccordo Anulare, nella zona urbanistica 11G Grottaperfetta.

## Storia
La zona si è sviluppata urbanisticamente a partire dal 1970 come agglomerato residenziale (piano di zona 39 Grottaperfetta) in un'area anticamente occupata dai granai di Nerva. La tradizione racconta che l'imperatore Marco Cocceio Nerva fece concentrare i depositi di grano dell'Urbe in quest'area.
Grazie al crescente popolamento si è progressivamente arricchita di uffici, scuole, centri di ricerca e di un centro commerciale. 

## Monumenti e zone di interesse

### Architetture religiose
Ai confini dell'area sorgono il complesso delle chiese della Santissima Annunziata e dell'Annunziatella.

### Aree naturali
- Forte Ardeatina

## Cultura

### Scuole
- Liceo scientifico statale Giuseppe Peano
- Liceo scientifico statale Primo Levi
- Istituto tecnico-aeronautico De Pinedo-Colonna
- Istituto tecnico agrario Giuseppe Garibaldi

### Centri di ricerca
- Istituto nazionale di geofisica e vulcanologia (INGV)
- Consiglio per la ricerca in agricoltura e l’analisi dell’economia agraria (CREA)

## Economia
- Mercato rionale Roma 70[1]
- Centro Commerciale “I Granai”

## Infrastrutture e trasporti
La fermata della metro relativamente più vicina è quella di Laurentina sul tracciato della metro B.